# Sarcostemma socotranum
Sarcostemma socotranum es una especie de planta fanerógama perteneciente a la familia Asclepiadaceae. Es un endemismo de Socotra en Yemen. 

## Hábitat y ecología
Generalizada pero nunca común en zonas de arbustos suculentos y matorral enanoa una altitud de 200 a 650 metros. La mayoría de las plantas se vieron en Socotra no estaban en flor y así no se pudo identificar con certeza. Una muestra de la meseta de piedra caliza en Samhah es bastante atípica; las flores son pequeñas, como es típico de S. socotranum, sin embargo, la corona es diferente. 

## Taxonomía
Sarcostemma socotranum fue descrita por John Jacob Lavranos y publicado en National Cactus and Succulent Journal 27(2): 37. 1972.
Etimología
Sarcostemma: nombre genérico que proviene del griego sarx = carnoso y stemma que significa "corona", hace alusión a la corona floral carnosa.
socotranum: epíteto geográfico que alude a su localización en la isla de Socotra.